# Amadeu de Núria
|  | Per a altres significats, vegeu «beat Amadeu». |

Amadeu era un pastor de Dalmàcia o Síria, a qui s'aparegué un àngel que li digué que anés a un indret del Pirineu, la vall de Núria, on havia de construir una capella dedicada a la Mare de Déu i on, en una cova, trobaria enterrades una imatge de Maria, una olla i una campana que havien estat d'un home sant, Sant Gil. Amadeu marxà en pelegrinatge (algunes fonts diuen que va ser cap al 1072) i arribà a Núria amb la intenció de trobar aquests objectes i posar-los a la veneració pública, però no ho aconseguí. Ajudat per altres pastors construí una humil capella, on començà a acollir els primers devots que hi anaven.

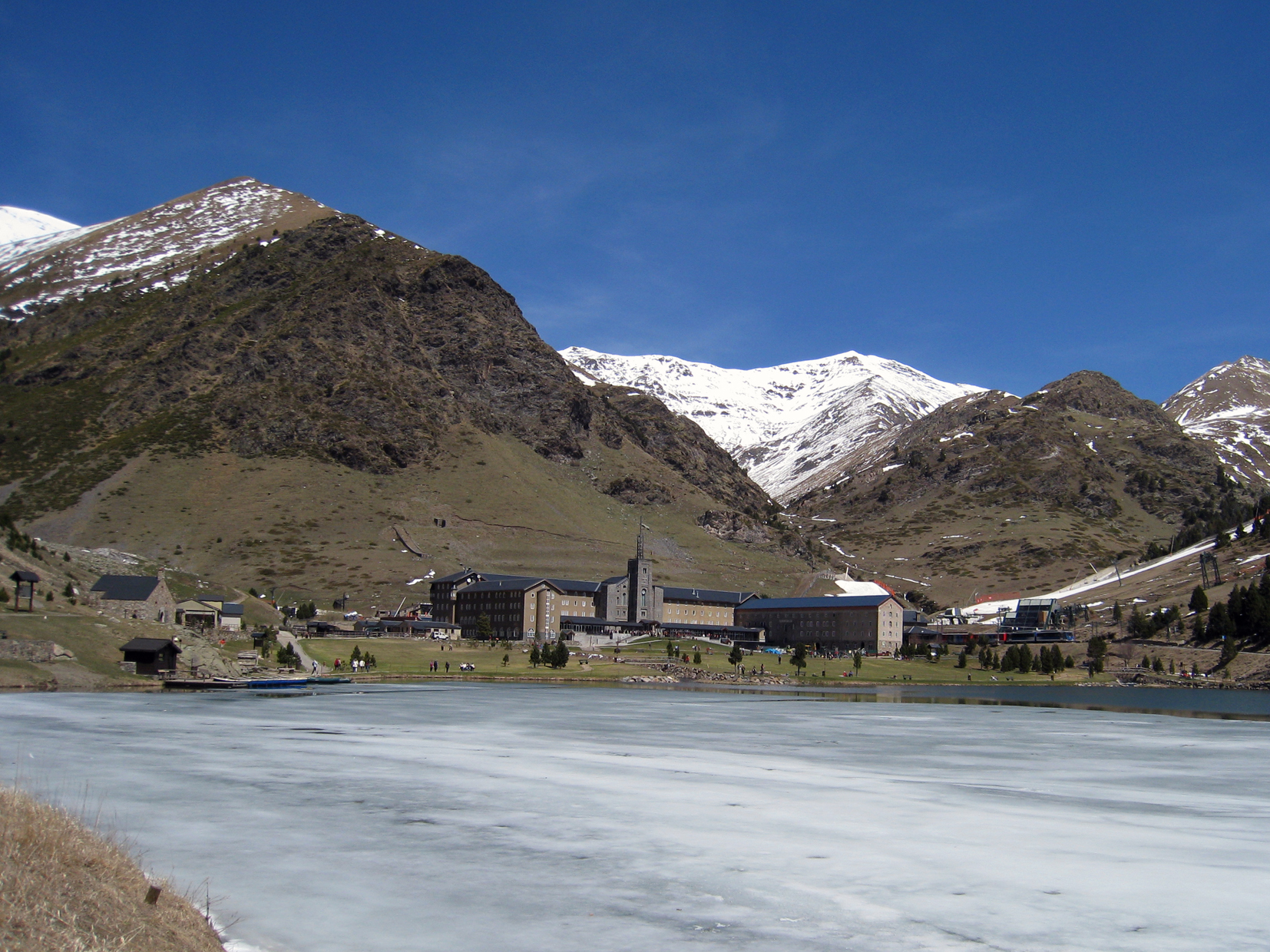
Vall de Núria, amb el santuari i, a l'esquerra, la capella de S. Gil, construïda per Amadeu.

Amadeu se n'anà sense trobar la imatge, i fou l'any 1079 que a causa de la insistència amb què un bou gratava en un determinat lloc, els pastors descobriren la marededeu, la creu, l'olla i la campana. A partir de la troballa, començà la devoció a la Mare de Déu de Núria a la capella d'Amadeu, on van dipositar-s'hi. La primera missa hi va tenir lloc el 8 de setembre de 1079, presidida pel rector de Queralbs.
Damunt del pla de Núria, a l'anomenat Bosc de Sant Gil, hi ha dues cavitats conegudes com a Cova de Sant Gil i Cova d'Amadeu on la tradició diu que tots dos van viure-hi.
Amadeu és venerat popularment a la zona de la Vall de Núria; sense haver estat beatificat, rep la consideració de servent de Déu, amb la qual apareix als goigs en honor seu.